# 粘木属
粘木属（学名：Ixonanthes）是粘木科下的一个属，为乔木或灌木卅互生植物。该属共有11种，分布于热带亚洲。
属名Ixonanthes源于希腊语ixos（黏性的）和anthos（花）的合成词，指花具黏液。